# Пловдивска област
Пловдивска област (буг. Област Пловдив) се налази у јужном делу Бугарске. Ова област заузима површину од 5,972 km² и има 712.702 становника. Административни центар Пловдивске области је град Пловдив.

## Списак насељених места у Пловдивској области
Градови су подебљани

### Општина Асеновград
Асеновград,
Бачково,
Бојанци,
Бор,
Врата,
Горни Воден,
Горнослав,
Добростан,
Долни Воден,
Долнослав,
Жалт Камак,
Златоврх,
Избеглии,
Нови извор,
Изворово,
Козаново,
Конуш,
Косово,
Леново,
Љасково,
Мостово,
Мулдава,
Нареченски бањи,
Новаково,
Орешец,
Патриарх Евтимово,
Стоево,
Сини врх,
Тополово,
Три могили,
Узуново,
Червен

### Општина Брезово
Бабек,
Борец,
Брезово,
Врбен,
Дрангово,
Зелениково,
Златосел,
Отец Кирилово,
Падарско,
Розовец,
Свежен,
Стрелци,
Сарнегор,
Тјуркмен,
Чехларе,
Чоба

### Општина Калојаново
Бегово,
Главатар,
Горна Махала,
Долна Махала,
Дуванлии,
Далго поље,
Житница,
Иван Вазово,
Калојаново,
Отец Паисиево,
Песнопој,
Ражево,
Ражево Конаре,
Сухозем,
Черноземен

### Општина Карлово
Бања,
Бегунци,
Богдан,
Васил Левски,
Ведраре,
Војњагово,
Горни Домљан,
Домљан,
Дабене,
Иганово,
Калофер,
Каравелово,
Карлово,
Климент,
Клисура,
Куртово,
Карнаре,
Марино Поље,
Московец,
Мраченик,
Певците,
Пролом,
Розино,
Слатина,
Соколица,
Столетово,
Христо Даново

### Општина Кричим
Кричим

### Општина Куклен
Галабово,
Добралак,
Куклен,
Руен,
Цар Калојан,
Јаврово

### Општина Лаки
Балкан махала,
Белица,
Борово,
Џурково,
Дрјаново,
Здравец ,
Лакавица,
Лаки,
Манастир,
Четрока,
Југово

### Општина Марица
Бенковски,
Војводиново,
Војсил,
Граф Игнатиево,
Динк,
Жељазно,
Калековец,
Костиево,
Крислово,
Маноле,
Манолско Конаре,
Радиново,
Рогош,
Скутаре,
Строево,
Трилистник,
Труд,
Царацово,
Јасно поље

### Општина Пловдив
Пловдив

### Општина Првомај
Брјагово,
Буково,
Бјала река,
Виница,
Воден,
Градина,
Добри дол,
Драгојново,
Далбок извор,
Езерово,
Искра,
Караџалово,
Крушево,
Поројна,
Православен,
Првомај,
Татарево

### Општина Раковски
Белозем,
Бољарино,
Момино село,
Раковски,
Стрјама,
Чалакови,
Шишманци

### Општина Родопи
Белаштица,
Бојково,
Бранипоље,
Брестник,
Брестовица,
Дедово,
Златитрап,
Извор,
Кадиево,
Крумово,
Лилково,
Марково,
Оризари,
Првенец,
Ситово,
Скобелево,
Устина,
Храбрино,
Цалапица,
Чурен,
Јагодово

### Општина Садово
Ахматово,
Богданица,
Бољарци,
Караџово,
Катуница,
Кочево,
Милево,
Моминско,
Поповица,
Садово,
Селци,
Чешнегирово

### Општина Сјединеније
Гољам Чардак,
Драгомир,
Љубен,
Мали Чардак,
Најден Герово,
Недељево,
Правиште,
Сјединеније,
Царимир,
Церетељево

### Општина Хисарја
Беловица,
Красново,
Крстевич,
Мало Крушево,
Михилци,
Матеница,
Ново Железаре,
Паничери,
Старо Железаре,
Старосел,
Хисарја,
Черничево

### Општина Перуштица
Перуштица

### Општина Стамболијски
Јоаким Груево,
Куртово Конаре,
Стамболијски,
Ново село,
Триводици

### Општина Сопот
Анево,
Сопот